# Niños perdidos (novela)
Niños perdidos es una novela de terror y temática vampírica escrita por el autor español Ivan Mourin Rodríguez en el año 2005. El título de la novela es una referencia a los niños perdidos que habitan en la Isla de Nunca Jamás en la historia de Peter Pan. De hecho, el autor utiliza este paralelismo con la historia infantil en su obra, que se refleja incluso en los nombres de los personajes.
La novela destaca la crueldad y el mal que se oculta en el corazón de los personajes infantiles.

## Sinopsis
Seducidos por la promesa de vida eterna los hermanos Wendy, John y Michael viajan a una isla irlandesa atraídos por Pette, un enigmático joven que utiliza su poder para hacerles imaginar que es una versión del Peter Pan literario.
Sin embargo, la felicidad que pretenden encontrar en la isla oculta en realidad una fachada muy diferente y siniestra: un nido de vampiros deseosos de extender su mal. La isla está llena de personajes y lugares extraños, donde habitan los niños perdidos, los perversos seguidores de Pette.